# Сондре Олден
Сондре Олден (норв. Sondre Olden — Осло, 29. август 1992) професионални је норвешки хокејаш на леду који игра на позицијама крилног нападача.
Члан је сениорске репрезентације Норвешке за коју је на међународној сцени дебитовао на олимпијском турниру 2014. у руском Сочију. Исте године наступао је и на светском првенству.
Учествовао је на улазном драфту НХЛ лиге 2010. где га је као 79. пика у трећој рунди одабрала екипа Торонто мејпл лифси. 